# The Racer (2020)
The Racer is een sportdramafilm uit 2020 met Louis Talpe, Matteo Simoni, Tara Lee, Iain Glen en Karel Roden.
De film werd geregisseerd door Kieron J. Walsh en geschreven door Ciaran Cassidy en Kieron J. Walsh.

## Rolverdeling
- Louis Talpe als Dominique Chabol
- Matteo Simoni als Lupo Marino
- Tara Lee als dr. Lynn Brennan
- Iain Glen als Sonny McElhone
- Karel Roden als Viking
- Timo Wagner als Stefano Drago
- Diogo Cid als Enzo
- Ward Kerremans als Lionel Dardonne
- Paul Robert als Erik Schultz

## Productie
In 2018 werd er aangekondigd dat er een film over de Tour de France 1998 zou komen. De oorspronkelijke titel was The Domestique.

## Vrijgegeven
De film ging op 13 maart 2020 in première op de South by Southwest. Op 9 september 2020 was de première in België.